# Борлето, Люси
Люси Борлето (фр. Lucie Borleteau; род. 29 ноября 1980, Нант, Франция) — французский режиссёр, а также актриса и сценарист.

## Биография и карьера
Люси училась на курсах Ciné-Sup в Нанте, а в 2004 году получила степень магистра в области кино в государственном Университете «Париж VIII».
Она работает в различных отраслях кинематографа, в том числе была соавтором сценария к драме Клер Дени «Белый материал» (2009), а также работала помощником таких режиссёров, как Лоу Е и Арно Деплешен. Люси не раз снималась в кино и театре, а с 2014 года является режиссёром художественного полнометражного кино. Её дебютом стал проект «Фиделио или Одиссея Алисы», номинированный на премию Сезар в двух категориях. В 2016 году вышел сериал «Марихуана», снятый под её руководством. Ранее Люси Борлето выступила режиссёром и сценаристом трёх короткометражек.
В октябре 2019 года на международном кинофестивале в Монпелье состоялась премьера нового фильма Люси «Идеальная няня», экранизации одноименного романа-бестселлера писательницы Лейлы Слимани, основанного на реальных событиях. Картина выйдет в прокат во Франции 27 ноября.

## Избранная фильмография

### Режиссёр
- 2004 : Nievaliachka — la poupée qui ne tombe pas (короткометражка)
- 2008 : Les Vœux (короткометражка)
- 2012 : La Grève des ventres (короткометражка)
- 2014 : Фиделио или Одиссея Алисы
- 2016 : Марихуана (мини-сериал)
- 2019 : Идеальная няня

### Актриса
- 2004 : Nouillonpont 3 km (короткометражка)
- 2006 : Angel Dust (короткометражка)
- 2006 : Le dîner (короткометражка)
- 2007 : История Ришара О
- 2008 : Les Vœux (короткометражка)
- 2010 : Дом терпимости
- 2010 : Прощай моё парижское сердце
- 2011 : Douce (короткометражка)
- 2011 : Les secrets de l’invisible (короткометражка)
- 2012 : Страх (короткометражка)
- 2012 : You Are My Lucky Star (короткометражка)
- 2013 : Agit Pop (короткометражка)
- 2013 : Девушка 14 июля
- 2014 : Les Petits Cailloux
- 2014 : Vous voulez une histoire? (короткометражка)
- 2015 : Большая игра
- 2017 : Впусти солнце
- 2017 : Первый номер